# Google Assistant
Google Assistant (Google Ассистент) — облачный сервис персонального ассистента, разработанный компанией Google и представленный на презентации Google I/O 18 мая 2016 года. Он считается продолжением более раннего Google Now. Помощник может использоваться в смартфонах, также он включен в Google Allo — приложении для мгновенного обмена сообщениями, Google Home — умном голосовом Wi-Fi-динамике для управления вашим домом, Android Wear — умных часах Google.
Изначально было объявлено, что Google Assistant будет доступен только на смартфонах Google Pixel, но позже он стал доступен и на устройствах под управлением Android Marshmallow, Nougat и более новых. Ассистент пришел на смену Google Now и запускается аналогичным образом — путем длительного нажатия на клавишу «Домой» или с помощью Voice Match.
В январе 2018 года было объявлено, что началось закрытое тестирование Google Assistant на русском языке. 28 июля 2018 года голосовой помощник Google Assistant получил поддержку русского языка. В 2020 году Google Assistant уже доступен на более чем 1 миллиарде устройств. Google Assistant доступен более чем в 90 странах и на более чем 30 языках, и используется более чем 500 миллионами пользователей в месяц.
В марте 2023 года в Google объявили о реструктуризации подразделения, занимающегося разработкой голосового помощника, в связи с желанием компании сделать упор на развитии чат-бота Bard.

## История
Google Assistant был представлен на конференции разработчиков Google 18 мая 2016 года в рамках презентации умного динамика Google Home и нового приложения для обмена сообщениями Allo; Генеральный директор Google Сундар Пичай объяснил, что Ассистент был разработан для общения и двустороннего взаимодействия, а также «окружающего взаимодействия, которое распространяется на все устройства». Позже в том же месяце Google поручил руководителю Google Doodle Райану Джермику и нанял бывшего аниматора Pixar Эмму Коутс для развития «немного большей индивидуальности».

### Расширение платформы
Для интеграции на системном уровне за пределами приложения Allo и Google Home Google Assistant изначально был эксклюзивным для смартфонов Pixel и Pixel XL. В феврале 2017 года Google объявил, что начал предоставлять доступ к Ассистенту на смартфонах Android под управлением Android Marshmallow или Nougat, начиная с некоторых англоязычных рынков. Планшеты Android не получили Ассистента в рамках этого развертывания. Ассистент также интегрирован в Android Wear 2.0, и будет включен в будущие версии Android TV и Android Auto. В октябре 2017 года Google Pixelbook стал первым ноутбуком с Google Assistant. Позже он появился в Google Pixel Buds. В декабре 2017 года Google объявил, что Ассистент будет выпущен для телефонов под управлением Android Lollipop после обновления сервисов Google Play, а также для планшетов с 6.0 Marshmallow и 7.0 Nougat. Сообщается, что в феврале 2019 года Google начал тестирование рекламы в результатах Google Assistant.
15 мая 2017 года Android Police сообщила, что Google Assistant будет добавлен в операционную систему iOS как отдельное приложение. Информация была подтверждена двумя днями позже на конференции разработчиков Google.

### Умные дисплеи
В январе 2018 года на выставке Consumer Electronics Show были представлены первые «умные дисплеи» с помощником. На мероприятии были показаны умные дисплеи компаний Lenovo, Sony, JBL и LG. Эти устройства поддерживают видеозвонки Google Duo, видео на YouTube, маршруты Google Maps, повестку дня Google Calendar, просмотр видеозаписей с интеллектуальной камеры в дополнение к службам, которые работают с устройствами Google Home.
Эти устройства основаны на Android Things и программном обеспечении, разработанном Google. В октябре 2018 года Google представила собственный умный дисплей Google Home Hub, который использует другую системную платформу.

### Поддержка разработчиков
В декабре 2016 года Google запустил «Actions on Google», платформу для разработчиков для Google Assistant. Actions on Google позволяет сторонним разработчикам создавать приложения для Google Assistant. В марте 2017 года Google добавил новые инструменты для разработки в Actions on Google, чтобы поддержать создание игр для Google Assistant. Первоначально ограниченный умным динамиком Google Home, Actions on Google был доступен для устройств Android и iOS в мае 2017 года тогда же Google также представил каталог приложений для обзора совместимых продуктов и услуг. Чтобы стимулировать разработчиков к созданию Actions, Google объявил конкурс, в котором за первое место были выиграны билеты на конференцию разработчиков Google 2018 года, 10 000 долларов США и посещение кампуса Google, а за второе и третье места было получено 7 500 и 5 000 долларов США соответственно и Google Home.
В апреле 2017 года был выпущен комплект для разработки программного обеспечения (SDK), позволяющий сторонним разработчикам создавать собственное оборудование, на котором можно запускать Google Assistant. Он был интегрирован в Raspberry Pi, автомобили Audi и Volvo, и умную бытовую технику, включая холодильники, стиральные машины и духовки, от компаний, включая iRobot, LG, General Electric и D-Link. Google обновил SDK в декабре 2017 года, добавив несколько функций, которые ранее поддерживались только интеллектуальными динамиками Google Home и приложениями для смартфонов Google Assistant.
Возможности включают:
- возможность для сторонних производителей устройств включения своих собственных команд «Действия в Google» для своих продуктов.
- включение текстовых взаимодействий и других языков
- возможность для пользователей устанавливать точное географическое местоположение устройства, чтобы обеспечить улучшенные запросы, связанные с местоположением.

2 мая 2018 года Google анонсировал в своем блоге новую программу, которая фокусируется на инвестировании в будущее Google Assistant через стартапы на ранних стадиях. Их целью было создание среды, в которой разработчики могли бы создавать более богатый опыт для своих пользователей. Сюда входят стартапы, которые расширяют возможности Assistant, создают новые аппаратные устройства или просто выделяются в разных отраслях.

### Assistant with Bard
4 октября 2023 года Google объявила об объединении Ассистента с генеративным ИИ Bard на ежегодном мероприятии Made by Google. Новый продукт получил название Assistant with Bard. В будущем планируется его интеграция с другими сервисами компании, например, Docs и Gmail.

## Особенности
Google Assistant подключается к Google Now и может извлекать из него информацию, выводя её в более привлекательном виде для пользователя, проверять погоду и много чего ещё. Однако, в отличие от своих аналогов, он может участвовать в двустороннем разговоре, используя алгоритм обработки естественного языка Google. Продолжение разговора без повтора фразы «окей, Google» на данный момент доступно лишь на английском языке, на русском языке она не поддерживается.
С ноября 2017 Google Assistant может распознавать песни, которые играют рядом. Достаточно сказать «Что это за песня?» или «Какая песня играет?».

## Слежение за пользователями
В составе Google Allo Ассистент занимается прослушиванием, сохранением и систематизацией всех диалогов пользователя, в том числе с целью поиска ключевых слов и понятий. Для ряда сообщений Ассистент способен автоматически предлагать различные варианты получения товаров или услуг. Также Ассистент наблюдает за стилем речи пользователя с целью нарабатывания базы ответов.
Неясными остаются возможности слежки со стороны международной корпорации Google при использовании Google Home. Известно лишь то, что Google внедрила опциональный режим анонимизации запросов, в котором запросы сохраняются без возможности просмотра истории из аккаунта пользователя.

## Критика
В июле 2019 года бельгийская общественная телекомпания VRT NWS опубликовала статью, в которой говорилось о том, что сторонние подрядчики платили за расшифровку аудиоклипов, собранных Google Assistant, прослушивали конфиденциальную информацию о пользователях. Конфиденциальные данные, собранные с устройств Google Home и телефонов Android, включали имена, адреса и другие личные разговоры, такие как деловые звонки или разговоры в спальне. Из более чем 1000 проанализированных записей 153 были записаны без команды «Окей, Google». Google официально признал, что 0,2% записей прослушиваются языковыми экспертами для улучшения услуг Google. 1 августа 2019 года комиссар Германии по защите данных и свободе информации в Гамбурге инициировал административную процедуру, запрещающую Google проводить соответствующие оценки сотрудниками или третьими лицами в течение трёх месяцев для временной защиты прав на неприкосновенность частной жизни субъектов данных, ссылаясь на GDPR. Представитель Google заявил, что Google приостановил «языковые обзоры» во всех европейских странах на время расследования недавних утечек в СМИ.